# Dusona occipita
Dusona occipita är en stekelart som beskrevs av Gupta 1977. Dusona occipita ingår i släktet Dusona och familjen brokparasitsteklar. Inga underarter finns listade i Catalogue of Life.